# アロイス・フォン・ハラハ
アロイス・トマス・ライムント・フォン・ハラハ（Aloys Thomas Raimund Graf von Harrach, 1669年3月7日 - 1742年11月7日）は、オーストリアの貴族、廷臣、外交官。伯爵。オーストリア領ナポリ副王およびシチリア副王（1728年 - 1733年）。

## 生涯
フェルディナント・ボナフェントゥラ・フォン・ハラハ伯爵（Ferdinand Bonaventura Graf von Harrach, 1636年 - 1706年）の四男として生まれた。カール・フォン・ハラハの曾孫で、ザルツブルク大司教フランツ・アントン・フォン・ハラハの弟にあたる。1694年に神聖ローマ皇帝のドレスデン駐在公使となり、1697年から1700年にかけてマドリード駐在公使を務めた。1711年にドレスデン駐在公使に復帰し、その後もベルリンやハノーファーの選帝侯宮廷に皇帝使節として派遣された。1715年から1742年にかけ、ニーダーエスターライヒ州議会の議長の座にあった。1728年にナポリ副王およびシチリア副王に任命されて南イタリアに赴任し、1733年に退くまで任地で多くの美術品を収集した。1734年以降、亡くなるまでウィーンの国務会議の議員に名を連ねた。
建築家のヨハン・ルーカス・フォン・ヒルデブラントの注文主としても知られ、ブルック・アン・デア・ライタ（Bruck an der Leitha）のプルッグ城（Schloss Prugg）やウィーン・ウンガルガッセ通りのハラハ宮殿（Palais Harrach in der Ungargasse）をヒルデブラントの設計により建設させた。生涯に3度結婚し、最初の妻との間に5人の、2番目の妻との間に10人の子女をもうけた。3番目の妻はヨハン・ヴェンツェル・フォン・ガラス伯爵の未亡人だった。五男のフリードリヒ・アウグスト・フォン・ハラハはネーデルラント総督を、九男のヨハン・エルンスト・フォン・ハラハ（Johann Ernst von Harrach）はノイトラ司教を務めた。